# Tivela polita
Tivela polita је врста морских шкољки из рода Tivela, породице Veneridae, тзв, Венерине шкољке. Таксон се сматра не прихваћеним. Прихваћен је као врста 
 (W. Wood, 1828)..